# Augustenfelde (Prenzlau)
Augustenfelde ist ein bewohnter Gemeindeteil der Kreisstadt Prenzlau im Landkreis Uckermark in Brandenburg.

## Geographie
Der Ort liegt fünf Kilometer südöstlich von Prenzlau. Die Nachbarorte sind Alexanderhof im Norden, Ewaldshof im Osten, Bietikow im Südosten, Seelübbe im Süden, Magnushof im Westen sowie Dreyershof im Nordwesten.

## Geschichte
Die erste schriftliche Erwähnung des Ortes stammt aus dem Jahr 1840. In dieser Urkunde wurde für den Ort der Name Lemke und 1841 Lemkenfelde verzeichnet. Auf der Seite 10 der Ortschaftsstatistik aus dem Jahr 1861 findet sich dann der heutige Name Augustenfelde.